# Yahya II ibn Yahya
Yahya (II) ibn Yahya (àrab: يحيى بن يحيى, Yaḥyà b. Yaḥyà) (? - 866) fou emir idríssida del Magrib. Era fill de Yahya I ibn Muhàmmad i va succeir el seu pare quan aquest va morir el 863. Va arribar al govern molt jove, amb menys de 20 anys, i va demostrar una gran manca de preparació per a la tasca. Als seus parents, els Banu Úmar, els va ratificar els seus estats. Els seus propis foren disminuïts dels territoris a l'est de Fes, obtinguts per Dàwud, el senyor del país dels hawwara (a l'est de Taza) en lluita contra el seu besnebot, en la qual va arribar a ocupar el barri de la riba dreta de Fes. Els Banu l-Qàssim van rebre els territoris a l'oest de Fes amb el domini sobre les tribus luwata i kutama; un oncle matern, Hussayn, va rebre un feu al sud de Fes fins a l'Atles. Es va casar amb una filla del seu cosí Alí ibn Úmar, senyor del Rif. Va portar una vida de llibertí i un dia va provocar un escàndol que el va obligar a fugir de la seva residència i refugiar-se al barri de l'Àndalus de Fes, on va morir en circumstàncies desconegudes (866). Llavors Abd-ar-Rahman ibn Abi-Sahl al-Judhamí, un notable de Fes, del barri dels Qarawiyyín, va prendre el poder aprofitant el descontentament general, però la vídua va demanar ajut al seu pare, el senyor del Rif, que va venir a la ciutat i es va apoderar del barri dels Qarawiyyín i de tota la ciutat i es va proclamar emir.